# André François-Poncet

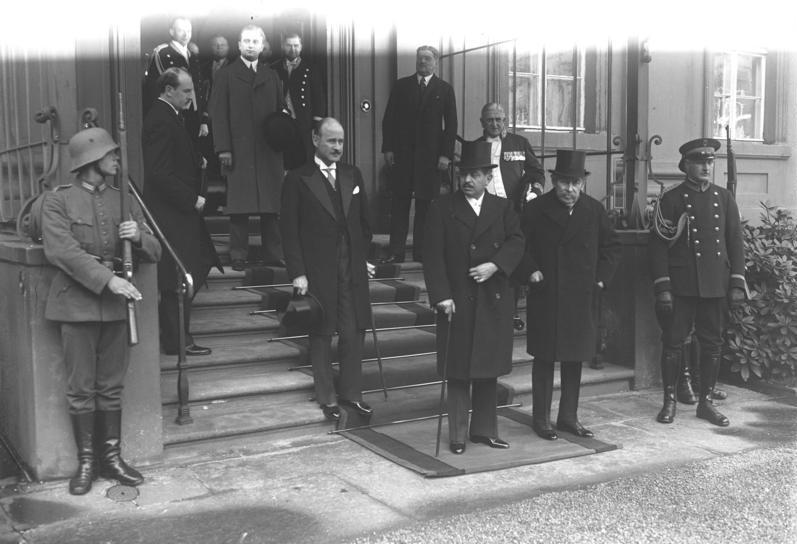
André François-Poncet (auf der untersten Stufe stehend) als Botschafter in Berlin, vor ihm Ministerpräsident Pierre Laval und Außenminister Aristide Briand, Oktober 1931

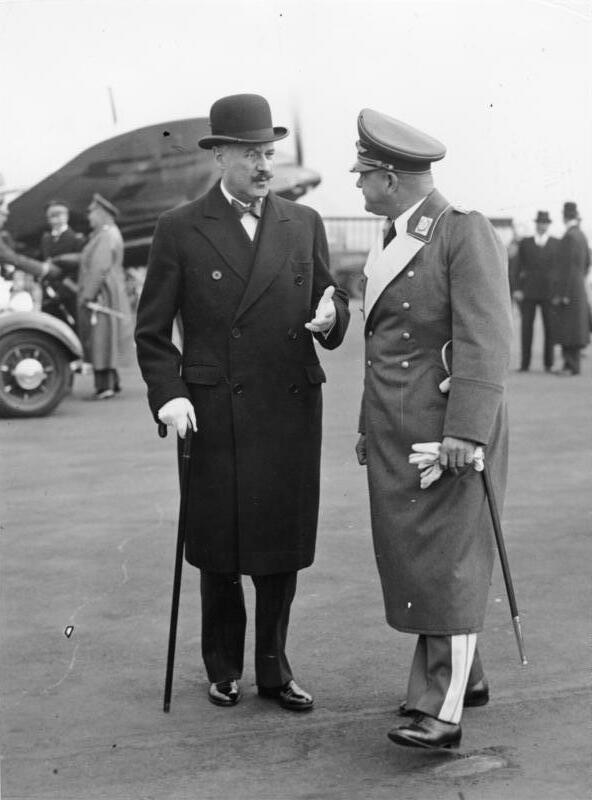
André François-Poncet (links) mit Erhard Milch, Aufnahme aus dem Jahr 1937

André François-Poncet (* 13. Juni 1887 in Provins, Département Seine-et-Marne; † 8. Januar 1978 in Paris) war ein französischer Germanist, Politiker und Diplomat, Botschafter Frankreichs im Deutschen Reich (1931–1938) sowie einziger französischer Hoher Kommissar in Deutschland von 1949 bis 1955.

## Leben und Werk
François-Poncet war Sohn eines ehemaligen Richters am Pariser Appellationshof. Er besuchte Schulen in Meaux und im badischen Offenburg sowie die Pariser Lycéen Carnot und Henri IV. Anschließend studierte er 1907 bis 1910 Germanistik an der  École normale supérieure sowie in München, Heidelberg und Berlin. Seine Dissertation schrieb er 1909 über Goethes Wahlverwandtschaften. Danach war er Studienrat in Montpellier und Dozent am Polytechnikum. Nachdem er als Reserveoffizier im Ersten Weltkrieg verwundet worden war, trat François-Poncet 1917 in den Dienst des französischen Außenministeriums und kam als Presseattaché nach Bern. Nach Kriegsende war er als Beobachter im besetzten Rheinland und später in Berlin tätig.
François-Poncet war von 1928 bis 1931 Unterstaatssekretär für Unterricht, Kunst und Volkswirtschaft. Hier entwickelte er 1931 den plan constructif, mit dem Frankreich dem Vorhaben einer deutsch-österreichischen Zollunion entgegentrat. Im August 1931 wurde er als Nachfolger Pierre de Margeries  Botschafter in Berlin. Mit seiner Ernennung verband die Regierung Laval die Absicht, nach der deutschen Bankenkrise den bilateralen Dialog mit dem Nachbarland durch wirtschaftliche Zusammenarbeit wiederzubeleben. François-Poncet war eine der treibenden Persönlichkeiten, die sich für eine Wirtschaftsverständigung der deutschen und französischen Industrie einsetzten.  Nach Harry Graf Kessler war der Gedanke François-Poncets dabei, „daß die deutsche Schwerindustrie in der französischen Militärmacht eine Stütze gegen ihre Arbeiter finden könnte, um ihren Lebensstandard herunterzudrücken und billiger produzieren zu können.“
Nach der Machtübernahme der Nationalsozialisten 1933 betrieb er eine flexible Deutschlandpolitik, die zwischen Verständigung und Konfrontation schwankte. Auch dem NS-Staat wollte er ursprünglich eine kontrollierte Aufrüstung zugestehen. Als dieser Plan scheiterte, bemühte er sich um eine gegen Deutschland gerichtete Allianz. François-Poncet kehrte aber bald zu einer Verständigungspolitik zurück. Von ihr versprach er sich eine verbesserte Sicherheit Frankreichs. 1938 bis 1940 war er Botschafter im faschistischen Italien. In Rom versuchte er, über Benito Mussolini Einfluss auf Adolf Hitler zu nehmen. 1938 wurde er von Robert Coulondre abgelöst.
1940 gehörte François-Poncet kurzzeitig dem Nationalrat an und war nach der Niederlage Frankreichs ständiger Berater des Vichy-Regimes. Als Kolumnist im Le Figaro vertrat er in Vichy stets die Politik Pétains und verteidigte die Entwicklung Deutschlands während des Nationalsozialismus. Nach der deutschen Besetzung Vichy-Frankreichs (11. November 1942) wurde François-Poncet 1943 von den Deutschen verhaftet und auf Schloss Itter relativ komfortabel interniert.
Im Herbst 1943 wurde er in das Hotel Ifen in Hirschegg im Kleinen Walsertal verlegt. Bis Anfang Mai 1945 wurde er dort gefangen gehalten. Seine Erlebnisse schilderte er in seinen Erinnerungen, die 1952 unter dem Titel Carnets d’un Captif erschienen.
Nach dem Zweiten Weltkrieg beriet François-Poncet ab 1948 den französischen Militärgouverneur im besetzten Deutschland und die französische Regierung. Von 1949 bis 1955 arbeitete er als Hoher Kommissar seines Landes in der Bundesrepublik Deutschland, wo er auf Schloss Ernich residierte. Nach Auflösung der Alliierten Hohen Kommission im Mai 1955 bekleidete er noch bis September die Funktion des Botschafters in Bonn. Mitglied der Académie française (Fauteuil 18) war er seit 1952; ferner von 1955 bis 1967 Präsident des französischen Roten Kreuzes. Von 1955 bis 1960 fungierte er als Präsident des französischen Rats der Europäischen Bewegung. Sein Sohn Jean François-Poncet wurde unter Valéry Giscard d’Estaing von 1978 bis 1981 französischer Außenminister.

## Schriften (Auswahl)
- Souvenirs d’une Ambassade à Berlin. Librairie Ernest Flammarion, Paris
  - Als Botschafter im „Dritten Reich“. Die Erinnerungen des französischen Botschafters in Berlin, September 1931 bis Oktober 1938. Übers. Erna Stübel. Florian Kupferberg, Mainz 1947
- Carnets d’un captif. Librairie Arthème Fayard, Paris 1952
  - Tagebuch eines Gefangenen : Erinnerungen eines Jahrhundertzeugen. Hrsg. von Thomas Gayda. Aus dem Franz. von Barbara Sommer, Geneviève Unger-Forray. Berlin : Europa-Verlag, 2015
- Der Weg von Versailles nach Potsdam. dt. 1964